# Palaciosa
Palaciosa is een geslacht van rechtvleugeligen uit de familie veldsprinkhanen (Acrididae). De wetenschappelijke naam van dit geslacht is voor het eerst geldig gepubliceerd in 1930 door Bolívar.

## Soorten
Het geslacht Palaciosa  is monotypisch en omvat slechts de volgende soort:
- Palaciosa khandalensis (Bolívar, 1930)